# Zomboy
Joshua Mellody, plus connu sous le pseudonyme Zomboy, né le 1er juin 1989 à Penzance en Angleterre, est un producteur et compositeur anglais de musique électronique, également DJ.

## Biographie
Zomboy commence sa carrière en 2011 avec le titre Organ Donor publié dans son EP Game Time sous le label britannique Never Say Die Records. L'EP fut présent dans le top 5 des morceaux dubstep de Beatport durant 8 semaines. Plus tard, d’autres de ses titres passent sous licence de labels comme Warner ou Ministry of Sound.
En 2012, il publie son second EP The Dead Symphonic également avec le label Never Say Die Records.
En mars 2013, il publie le single Here To Stay en featuring avec Lady Chann cette fois-ci sur le label No Tomorrow Recordings, puis en septembre 2013, son EP Reanimated est publié en deux parties : une sur Never Say Die Records et l’autre sur No Tomorrow Records.
Son premier album, The Outbreak , est publié en 2014.
En 2016, il sort un nouvel EP, appelé Neon Grave.
En 2017 sort l’EP Rott N’ Roll Pt. 1 qui lui permet également de faire une tournée complète aux États-Unis, et en novembre sortent les remixes de cet EP.
Zomboy a étudié la production musicale à l’académie de musique contemporaine de Guildford.
En 2019, DJ Snake l'invite sur le morceaux Quiet Storm de son album Carte Blanche sorti le 26 juillet 2019.

## Discographie

### Albums et EP's
- 2011 : Game Time EP
- 2012 : The Dead Symphonic EP
- 2013 : Reanimated EP
- 2014 : The Outbreak
- 2015 : Resurrected
- 2016 : Neon Grave EP
- 2017 : Rott'n'Roll Part 1
- 2019 : Rott'n'Roll Part 2

### Singles
- 2012 : Cage The Rage
- 2012 : Jam On It
- 2013 : Run It
- 2013 : Mind Control
- 2013 : Here To Stay
- 2014 : Survivors (feat MUST DIE!)
- 2014 : WTF !?
- 2015 : Like A Bitch
- 2016 : Invaders
- 2017 : Dead Presidents (feat 12th Planet)
- 2018 : Rebel Bass
- 2018 : Lone Wolf
- 2018 : Hide N’Seek
- 2019 : Archangel
- 2020 : Battlefields
- 2021 : Shell Shock (feat Georgia Ku)
- 2021 : Valley of Violence
- 2022 : Flatlined
- 2022 : Desperado
- 2022 : Dead Man Walking Pt.1
- 2023 : Monsters
- 2024 : Fallout
- 2024 : Project Z

### Remixes
- 2012 : Flux Pavilion – Bass Canyon (Zomboy Remix)
- 2012 : DJ Fresh – Hot Right Now (Zomboy Remix)
- 2012 : Hadouken – Parasite (Zomboy & SKisM Remix)
- 2012 : Foreign Beggars – Still Getting (Zomboy Remix)
- 2013 : Terror Squad VIP
- 2014 : Fedde Le Grand & Di-Rect – Where We Belong (Zomboy Remix)
- 2014 : Skrillex – Ragga Bomb (Skrillex & Zomboy Remix)
- 2015 : Delta Heavy – Ghost (Zomboy Remix)
- 2016 : The Chainsmokers – Don’t Let Me Down (Zomboy Remix)
- 2016 : Bro Safari – Follow (Zomboy Remix)